# Diócesis de Crema
La diócesis de Crema (en latín: Dioecesis Cremensis y en italiano: Diocesi di Crema) es una circunscripción eclesiástica de la Iglesia católica en Italia. Se trata de una diócesis latina, sufragánea de la arquidiócesis de Milán. Desde el 11 de enero de 2017 su obispo es Daniele Gianotti.

## Territorio y organización

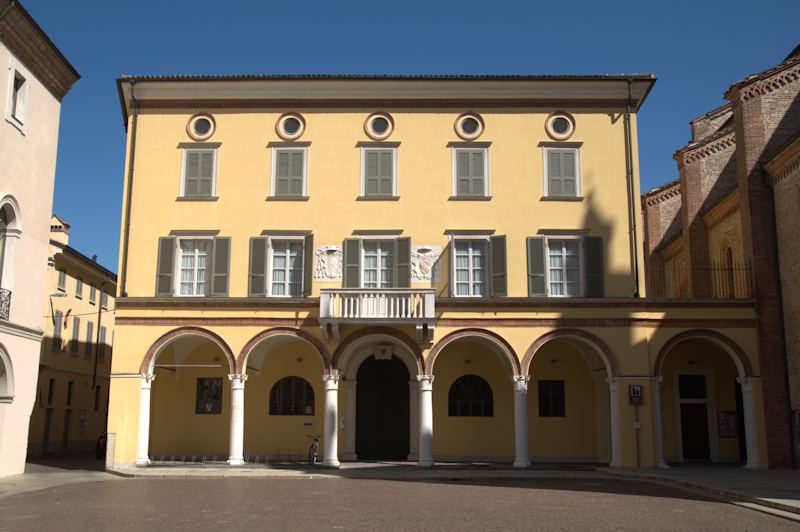
Palacio episcopal de Crema

La diócesis tiene 278 km² y extiende su jurisdicción sobre los fieles católicos de rito latino residentes en parte de la provincia de Cremona en la región de Lombardía, comprendiendo las comunas de: Torlino Vimercati, Pieranica, Quintano, Trescore Cremasco, Monte Cremasco, Campagnola Cremasca, Castel Gabbiano, Casale Cremasco-Vidolasco, Capergnanica, Casaletto Ceredano, Moscazzano, Ripalta Guerina, Ripalta Arpina, Camisano, Capralba, Sergnano, Casaletto Vaprio, Pianengo, Ricengo, Palazzo Pignano, Cremosano, Offanengo, Izano, Salvirola, Vaiano Cremasco, Bagnolo Cremasco, Crema, Chieve, Ripalta Cremasca, Madignano, Credera Rubbiano y Montodine.
Sus límites coinciden con los del Cremasco, tal y como surgieron en los siglos XI-XII en torno al municipio libre de Crema. Sin embargo, antes del surgimiento de Crema, la zona fue evangelizada en los siglos IV y V a partir de la iglesia parroquial del Palazzo Pignano.

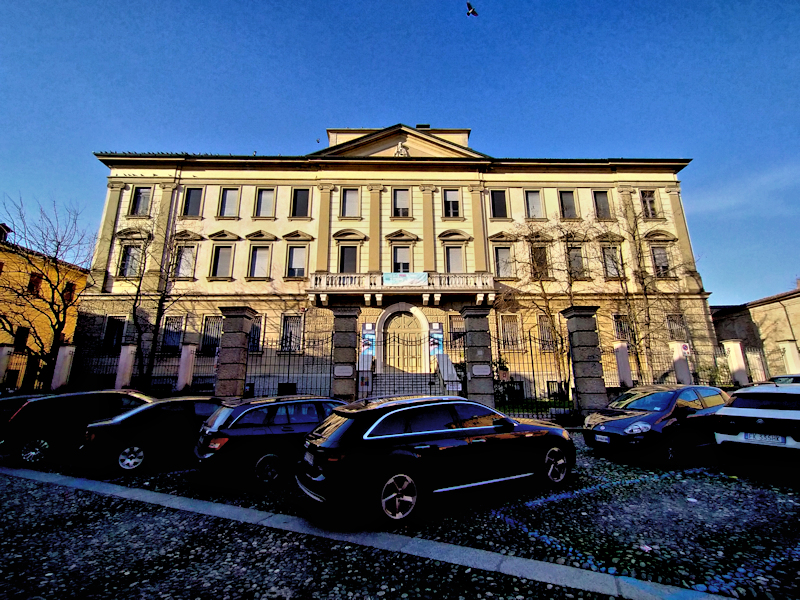
Antigua sede del seminario episcopal de Crema

La sede de la diócesis se encuentra en la ciudad de Crema, en donde se halla la Catedral de Santa María Asunta.
En 2021 en la diócesis existían 63 parroquias agrupadas en 3 zonas pastorales: Città, Nord y Sud. También se agrupan en 12 unidades pastorales.

## Historia
El nacimiento de la diócesis de Crema, la última y más pequeña de las de Lombardía en establecerse, está íntimamente relacionado con la expansión del Domini di Terraferma de la República de Venecia. De hecho, cuando el 16 de septiembre de 1449 comenzó el gobierno de la Serenissima sobre Crema y la zona de Crema, ya dos años después, en 1451, se iniciaron negociaciones y se iniciaron los trámites para erigir el territorio de la antigua Insula Fulcheria en diócesis, sobre la cual en aquella época ejercían su jurisdicción eclesiástica las diócesis de Cremona, de Lodi y de Plasencia. Dentro de la propia ciudad de Crema había parroquias dependientes de Plasencia o Cremona. Sin embargo, la buena voluntad veneciana no logró cambiar el estado de las cosas, ni corrió mejor suerte el interés favorable de san Carlos Borromeo con el papa Pío IV un siglo después.
Sin embargo, el pueblo de Crema no desistió de sus peticiones, en 1579 el papa Gregorio XIII envió al obispo de Rímini a Crema y el visitador apostólico sólo pudo constatar las graves penurias de un territorio cuya jurisdicción espiritual estaba gobernada por tres obispos diferentes. Finalmente, con la bula Super universas del papa Gregorio XIII del 11 de abril de 1580 se erigió la diócesis de Crema, declarada sufragánea de la arquidiócesis de Milán, derivando su territorio de las diócesis de Cremona, Lodi y Plasencia.
La situación de la zona de Crema, desde el punto de vista religioso en 1580, poco antes de la erección de la diócesis, era la siguiente: dentro de las murallas de la ciudad la parroquia de San Pietro, junto con sus iglesias subsidiarias, situadas en la zona norte, estaba sometida a la jurisdicción de la diócesis de Cremona, mientras que todo el resto de la ciudad, a saber las parroquias de: San Benedetto, San Giacomo, Santissima Trinità, el Duomo y sus respectivas iglesias subsidiarias pertenecían a la diócesis de Plasencia.
La jurisdicción del obispo de Cremona se extendía también sobre todo el territorio situado al este, y en parte al norte y al sur, en ambas orillas del río Serio, de la ciudad de Crema. Más precisamente eran las parroquias de: Castel Gabbiano, Trezzolasco, Casale Cremasco, Vidolasco, Capralba, Farinate, Azzano, Sergnano, Ricengo, Camisano, Bottaiano, Pianengo, Offanengo, Campagnola Cremasca, Vairano Cremasco, Santa Maria dei Mosi, Santa Maria della Croce , San Bernardino Cremasco, Madignano, Izano, Salvirola, Ripalta Vecchia, Ripalta Nuova, Rovereto, Credera, Rubbiano, Moscazzano, Montodine, Ripalta Arpina y Ripalta Guerina.
Al oeste, y en parte al norte y al sur de la ciudad, se extendía la jurisdicción del obispo de Plasencia, que abarcaba las parroquias de: Bagnolo Cremasco, Vaiano Cremasco, Monte Cremasco, Cremosano, Ombriano, Sabbioni, San Michele Cremasco, San Bartolomeo ai Morti, Castelnuovo Cremasco, Ripalta Nuova (se trataba de la ya desaparecida iglesia de San Lorenzo), Vergonzana, Capergnanica, Zappello, Bolzone, Chieve, Palazzo Pignano, Cascine Capri, Cascine Gandini, Scannabue, Torlino Vimercati, Trescore Cremasco, Quintano, Pieranica y Casaletto Vaprio.
Sólo una franja de tierra extrema al suroeste estaba bajo la jurisdicción de la diócesis de Lodi y se refería a las parroquias de Casaletto Ceredano y Passarera.
La bula papal fue ejecutada el 21 de septiembre de 1580, día en el que el capítulo de la colegiata de Santa María la Mayor (Duomo) de Crema, a petición de la Santa Sede, eligió al archidiácono Leonardo Vimercati como vicario general del capítulo para gobernar la nueva diócesis a la espera de la designación de su primer obispo. El 21 de noviembre Gregorio XIII nombró para este cargo al noble veneciano Gerolamo Diedo, primicerio de la catedral de Padua y, el mismo día, con el breve Ut res dant sese, declaró la diócesis inmediatamente sujeta a la Santa Sede.
El 10 de diciembre de 1582 Gregorio XIII elevó la sede de Bolonia, su patria, a dignidad metropolitana, anexando también la diócesis de Crema como sufragánea.
El 5 de febrero de 1835 el papa Gregorio XVI declaró la diócesis de Crema sufragánea de la arquidiócesis de Milán mediante la bula Romani Pontifices.
El 20 de junio de 1992 el papa Juan Pablo II realizó la primera visita de un pontífice a la diócesis de Crema.
Los límites de la diócesis coinciden con la antigua provincia veneciana de Crema. El único cambio significativo en el transcurso de 400 años de historia se produjo el 13 de mayo de 2006, cuando mediante un decreto de la Congregación para los Obispos la parroquia de Sant'Antonio Abate en Salvirola de' Vassalli fue transferida de la diócesis de Cremona a la de Crema. La misma parroquia ya había sido confiada al cuidado pastoral de la diócesis de Crema el 27 de abril de 2001, tras un acuerdo entre los obispos de Cremona Giulio Nicolini y de Crema Angelo Paravisi.

## Estadísticas
Según el Anuario Pontificio 2022 la diócesis tenía a fines de 2021 un total de 98 500 fieles bautizados.
| Año                                                                             | Población            | Población | Población      | Sacerdotes | Sacerdotes    | Sacerdotes    | Bautizados por sacerdote | Diáconos permanentes | Religiosos | Religiosos | Parroquias |
| Año                                                                             | Bautizados católicos | Total     | % de católicos | Total      | Clero secular | Clero regular | Bautizados por sacerdote | Diáconos permanentes | Varones    | Mujeres    | Parroquias |
| ------------------------------------------------------------------------------- | -------------------- | --------- | -------------- | ---------- | ------------- | ------------- | ------------------------ | -------------------- | ---------- | ---------- | ---------- |
| 1950                                                                            | 72 429               | 72 434    | 100.0          | 151        | 133           | 18            | 479                      |                      | 49         | 747        | 59         |
| 1970                                                                            | 72 687               | 72 700    | 100.0          | 159        | 148           | 11            | 457                      |                      | 13         | 495        | 60         |
| 1980                                                                            | 80 615               | 80 663    | 99.9           | 147        | 144           | 3             | 548                      |                      | 4          | 237        | 61         |
| 1990                                                                            | 83 508               | 83 591    | 99.9           | 135        | 131           | 4             | 618                      |                      | 5          | 206        | 62         |
| 1999                                                                            | 91 680               | 92 005    | 99.6           | 120        | 116           | 4             | 764                      |                      | 4          | 126        | 62         |
| 2000                                                                            | 92 265               | 92 664    | 99.6           | 116        | 112           | 4             | 795                      |                      | 4          | 106        | 62         |
| 2001                                                                            | 89 540               | 89 990    | 99.5           | 116        | 112           | 4             | 771                      |                      | 4          | 126        | 62         |
| 2002                                                                            | 81 947               | 90 000    | 91.1           | 115        | 111           | 4             | 712                      |                      | 4          | 126        | 62         |
| 2003                                                                            | 89 100               | 92 000    | 96.8           | 116        | 112           | 4             | 768                      |                      | 4          | 115        | 62         |
| 2004                                                                            | 91 512               | 92 493    | 98.9           | 113        | 109           | 4             | 809                      |                      | 8          | 114        | 62         |
| 2006                                                                            | 96 910               | 97 200    | 99.7           | 112        | 108           | 4             | 865                      |                      | 4          | 95         | 62         |
| 2013                                                                            | 102 000              | 103 297   | 98.7           | 102        | 92            | 10            | 1000                     |                      | 10         | 48         | 63         |
| 2016                                                                            | 102 000              | 103 650   | 98.4           | 88         | 81            | 7             | 1159                     |                      | 8          | 37         | 63         |
| 2019                                                                            | 99 710               | 103 100   | 96.7           | 79         | 71            | 8             | 1262                     |                      | 9          | 27         | 63         |
| 2021                                                                            | 98 500               | 99 800    | 98.7           | 79         | 72            | 7             | 1246                     | 2                    | 8          | 22         | 63         |
| Fuente: Catholic-Hierarchy, que a su vez toma los datos del Anuario Pontificio. |                      |           |                |            |               |               |                          |                      |            |            |            |

## Episcopologio
- Gerolamo Diedo † (21 de noviembre de 1580-28 de mayo de 1584 renunció)
- Gian Giacomo Diedo † (28 de mayo de 1584-6 de junio de 1616 falleció)
- Pietro Emo, C.R. † (6 de junio de 1616 por sucesión-27 de septiembre de 1629 falleció)
- Marcantonio Bragadin † (3 de diciembre de 1629-12 de enero de 1633 nombrado obispo de Ceneda)
- Alberto Badoer † (21 de febrero de 1633-28 de septiembre de 1677 falleció)
- Marcantonio Zollio † (18 de julio de 1678-20 de abril de 1702 falleció)
- Faustino Giuseppe Griffoni † (25 de septiembre de 1702-2 de mayo de 1730 falleció)
- Lodovico Calini † (11 de septiembre de 1730-27 de enero de 1751 renunció[nota 5])
- Marcantonio Lombardi † (15 de marzo de 1751-16 de enero de 1782 falleció)
- Antonio Maria Gardini, O.S.B. † (23 de marzo de 1782-septiembre de 1800 falleció)
  - Sede vacante (1800-1807)
- Tommaso Ronna † (18 de septiembre de 1807-23 de abril de 1828 falleció)
  - Sede vacante (1828-1835)
- Giuseppe Sanguettola † (6 de abril de 1835-10 de febrero de 1854 falleció)
  - Sede vacante (1854-1857)
- Pietro Maria Ferrè † (19 de marzo de 1857-20 de junio de 1859 nombrado obispo de Pavía)
  - Sede vacante (1859-1871)
  - Pietro Maria Ferrè † (20 de junio de 1859-27 de marzo de 1867 nombrado obispo de Casale Monferrato) (administrador apostólico)
  - Carlo Macchi † (20 de junio de 1859-27 de marzo de 1867 nombrado obispo de Reggio Emilia) (obispo electo)
- Francesco Sabbia † (27 de octubre de 1871-17 de junio de 1893 falleció)
- Ernesto Fontana † (18 de mayo de 1894-4 de noviembre de 1910 falleció)
- Bernardo Pizzorno † (14 de enero de 1911-6 de diciembre de 1915 renunció[nota 6])
- Carlo Dalmazio Minoretti † (6 de diciembre de 1915-16 de enero de 1925 nombrado arzobispo de Génova)
- Giacomo Montanelli † (14 de diciembre de 1925-23 de noviembre de 1928 nombrado arzobispo coadjutor de Vercelli[nota 7])
- Marcello Mimmi † (30 de junio de 1930-31 de julio de 1933 nombrado arzobispo de Bari)
- Francesco Maria Franco † (18 de septiembre de 1933-10 de julio de 1950 renunció[nota 8])
- Giuseppe Piazzi † (8 de agosto de 1950-1 de octubre de 1953 nombrado obispo de Bérgamo)
- Placido Maria Cambiaghi, B. † (15 de noviembre de 1953-28 de febrero de 1963 nombrado obispo de Novara)
- Franco Costa † (17 de abril de 1963-18 de diciembre de 1963 renunció[nota 9])
- Carlo Manziana, C.O. † (19 de diciembre de 1963-26 de septiembre de 1981 retirado)
- Libero Tresoldi † (10 de diciembre de 1981-11 de julio de 1996 retirado)
- Angelo Paravisi † (11 de julio de 1996-2 de septiembre de 2004 falleció)
- Oscar Cantoni (25 de enero de 2005-4 de octubre de 2016 nombrado obispo de Como)
- Daniele Gianotti, desde el 11 de enero de 2017